# Pierre-Yves Guillard
Pierre-Yves Guillard, né le 27 mai 1984 à Poitiers, est un joueur français de basket-ball. Il évolue au poste d'ailier fort.

## Biographie
Pierre-Yves Guillard effectue 19 saisons au sein de l'Union Poitiers Basket 86. Avec le club, il obtient les titres de champion de France Nationale 1 (saison 2005-2006), champion de France Pro B (saison 2008-2009) et MVP (Most Valuable Player) de la finale de playoffs ProB (saison 2008-2009). Il prend sa retraite de basketteur professionnel en 2020. Il effectue toute sa carrière dans le même club, celui de sa ville de naissance.
En septembre 2020, il s'installe dans la périphérie de Montpellier, à Frontignan et reprend des études à l'EM Lyon afin d'orienter sa nouvelle carrière professionnelle vers le milieu médical et les nouvelles technologies. Il rejoue également en Nationale 3 au sein du club de basket de Frontignan-la-Peyrade.